# Trebor
Trebor (entre 1380-1409) va ser un músic francès medieval identificat com a Johan (o Jehan, Jean) Robert o Johan Roubert (Trebor és un anagrama de Robert), o Trebol, Triboll, i que també es confon amb un home anomenat Borlet, que podria haver estat un altre compositor o un altre nom que es refereix a Trebor. Les composicions de Trebor es troben al Còdex Chantilly, que es classifiquen en l'estil ars subtilior. Actiu a finals del segle XIV, va servir a Martí l'Humà a les corts d'Aragó i la de Gastó III de Foix i va compondre peces vocals polifòniques.

## Composicions
Totes aquestes composicions provenen del manuscrit de Chantilly.
- Mentre dormia, vaig tenir una visió.
- Ei, rossinyol molt dolç, bellament atribuït a Borlet.
- Ai las! Tingues pietat de mi.
- Una passejada de bellesa.
- Quan el cor és alegre.
- Si Alexandre i Hèctor fossin vius.
- Si Juli Cèsar, Roland i el rei Artús.

## Discografia
- Ferrara ensemble, Balades A III Chans de Johan Robert «Trebor» & al label Arcana 32, 1995.
- Ferrara ensemble, Corps femenin. Arcana, 2010.